# Jubrique (kommunhuvudort)
Jubrique är en kommunhuvudort i Spanien.   Den ligger i provinsen Provincia de Málaga och regionen Andalusien, i den södra delen av landet, 400 km söder om huvudstaden Madrid. Jubrique ligger 581 meter över havet och antalet invånare är 729.
Terrängen runt Jubrique är huvudsakligen kuperad, men söderut är den bergig. Runt Jubrique är det glesbefolkat, med 8 invånare per kvadratkilometer. Närmaste större samhälle är Estepona, 16,4 km söder om Jubrique. I omgivningarna runt Jubrique växer i huvudsak blandskog.